# Natuurpark Islote de Lobos

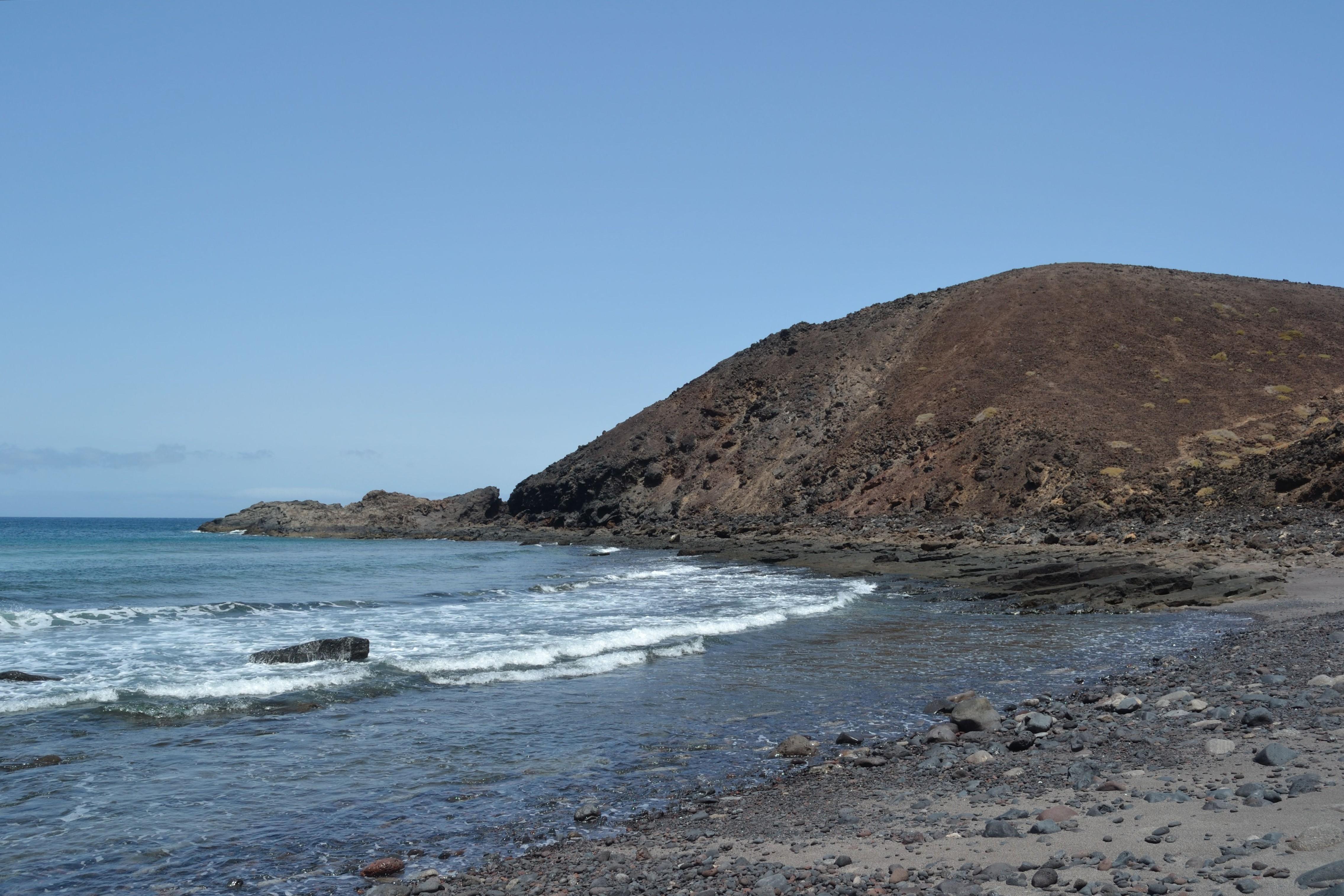

Het Natuurpark Islote de Lobos (Spaans: Parque natural del Islote de Lobos) is een natuurpark ten noordoosten van Fuerteventura (Canarische Eilanden) in Spanje. Het natuurpark werd opgericht in 1982 en is 476,9 hectare groot. Het natuurpark omvat het eilandje Isla de Lobos en kust. In het park komt monniksrob voor. 